# 安澜桥 (南浔)
安澜桥，位于中國浙江省湖州市南浔区菱湖镇北栅，是该镇最著名的一座古桥。这是一座三孔环形石桥，长58.5米，宽4.55米，高5.7米，上下踏步各33级。
安澜桥的历史始于清康熙四十三年（1704年），祗园寺僧松岩开始募化动工建桥，三年后松岩去世，其徒继续募化，乾隆四十二年（1777年）终于建成石桥，结束湖西墩至菱湖镇必须摆渡的历史，并命名为“安澜桥”。1861年5月，太平军曾与清军于安澜桥畔血战。1919-1921年该桥重修。2003年1月20日公布为第六批市级文物保护单位，编号6-25。。2017年公布为第七批浙江省文物保护单位。